# ナヤア
ナヤア・ノヤン（モンゴル語: Naya'a noyan、中国語: 乃牙阿、生没年不詳）とは、13世紀初頭にモンゴル帝国に仕えたバアリン部出身の千人隊長。漢文史料では『元朝秘史』が乃牙阿(nǎiyáā)、『聖武親征録』が乃牙(nǎiyá)と記し、『集史』などのペルシア語史料ではنایه(Nāya Nūyān)と記される。
知略に優れた謀将としてチンギス・カンより信任されていたが、その利己的・打算的な性格故に周囲からは「偽善者/恥知らずのナヤア」、「雲雀（おしゃべり）のナヤア」とも呼ばれていた。

## 概要

### 前半生
ナヤアはニチュグト・バアリン部の長のシルグエトゥ・エブゲンの息子として生まれ、兄にはアラク・ノヤン（後に第5代皇帝クビライの下で南宋攻略の総司令官を務めて著名となったバヤンの祖父）がいた。
12世紀末、モンゴル部ではチンギス・カンを戴くキヤト氏を中心とする勢力と、タイチウト氏を中心とする勢力が内部抗争を繰り広げており、モンゴルの諸氏族はどちらかの勢力につくことを迫られた。この時、シルグエトゥ率いるニチュグト・バアリンは他の多くの氏族と同様に勢力の大きいタイチウト氏側についた。
しかし、チンギス・カンが勢力を拡大するにつれタイチウト氏は弱体化していき、遂にシルグエトゥもタイチウト氏を見限ることを決意した。シルグエトゥは息子のアラク、ナヤアとともにタイチウト氏の有力者タルグタイ・キリルトクを捕虜とし、彼を人質にすることで追っ手からも逃れた。クトクルという地に至ったところで、ナヤアは父シルグエトゥに対して「今ここでタルグタイを殺害すれば、チンギス・カンは『主君を手に掛けた者』として処刑してしまうだろう。むしろ、ここでタルグタイを釈放して寛容さを示し、忠誠を誓うのが良いだろう」と進言し、シルグエトゥはこの進言を取り入れタルグタイを釈放した。
果たしてチンギス・カンはかつての主君を殺さなかったことを評価し、シルグエトゥの一家はチンギス・カンに取り立てられることになった。なお、『集史』「バアリン部族志」では「タルグタイを釈放し、チンギス・カンの歓心を買う」というくだりがなく、タイチウト氏のハクジュ、タルグタイ・キリルトクを捕虜にしてチンギス・カンの下に帰参したことのみが記されている。

### 逸話
1204年、モンゴリアの大部分を制圧したチンギス・カンに対してモンゴリア西方でナイマン部、メルキト部などの反チンギス・カン勢力が結集し、モンゴル軍との決戦が行われた。この決戦に敗れたメルキト部は部族長トクトア・ベキに率いられて逃れたものの、同年冬にセレンガ川の支流でモンゴル軍に再び捕捉・撃破された。この敗戦の中、ウアス・メルキトの部族長ダイル・ウスンは自分の娘クランを差し出すことでチンギス・カンに投降しようとした。
しかし、戦闘直後で戦場はまだ混乱しており、クランらは偶然出会ったナヤアに保護を求めた。ナヤアは3日彼女らを自分の下に留めてから、チンギス・カンの下に参上した。当初チンギス・カンはナヤアが独断でクランを保護したことに怒ったが、これに対しクランはナヤアがいたからこそ無事に辿り着くことができたのであり、自身の貞節を疑うならば直接確かめればよい、と述べた。後にクランの述べたことが真実であると分かると、クランはチンギス・カンの正式な妃として寵愛されるようになり、ナヤアは恩賞を与えられたという。
1217年、金朝への遠征から帰還したチンギス・カンは自らが留守にしていた間に叛乱を起こしていたトゥメト部を討伐すべく、ナヤアを派遣しようとした。ところが、作戦の困難さを予想したナヤアは仮病によって任命を回避し、代わりに「四駿」の一人ボロクルが叛乱鎮圧軍の司令官に任ぜられた。皮肉にもナヤアの予想は当たり、叛乱鎮圧に出発したボロクルは道中で奇襲を受け、戦死してしまった。このような打算的な態度が周囲の反発を呼んだためか、『元朝秘史』と『集史』「バアリン部族志」にはそれぞれビジウル（biǰi'ur、「雲雀」転じて「おしゃべりの」を意味する）、ジュスル（J̌usur＞jūsūr、「偽善的な」、「恥知らず」を意味する）というナヤアのあだ名を記録している。

### 晩年
『元朝秘史』によると、1206年にモンゴル帝国が建国された際の論功行賞において、ナヤアはかつてタルグタイを助命したことが評価されて右翼万人隊長ボオルチュ、左翼万人隊長ムカリに次ぐ、中軍万人隊長に任ぜられたという。一方、『集史』「チンギス・カン紀」では『元朝秘史』とやや違って、ナヤアは「バアリン部の3つの千人隊」を統べ、左翼万人隊長ムカリの副官に任ぜられた、と記されている。いずれにせよ、ナヤアは建国直後のモンゴル帝国において最高幹部たるボオルチュ、ムカリに次ぐ高い地位を得ていたようであるが、その後の業績についてはほとんど知られていない。
『集史』「バアリン部族志」によると、ナヤアは100歳を越えてもなお矍鑠としており、第2代皇帝オゴデイ・カアンの治世に「チンギス・カンが最初の妃を娶ったとき、彼の結婚式の祝宴の料理を食べたのを記憶している」と周囲に語ったというエピソードが知られている。しかし、その高い地位に反してナヤアの子孫については史料上に記載がなく、ナヤア家は早くに没落してしまったようである。これは、第4代皇帝モンケ即位直後のオゴデイ家勢力の粛正に巻き込まれてしまったためではないかと推測されている。

## ニチュグト・バアリン部長シルグエトゥ家
- シルグエトゥ・エブゲン
  - アラク・ノヤン
  - ナヤア・ノヤン